# Batalla del Alto Palacé
La batalla del Alto Palacé fue un enfrentamiento armado entre las tropas patriotas de Cundinamarca al mando del general Antonio Nariño y las tropas realistas asentadas en la ciudad de Popayán y que eran comandadas por Juan de Sámano. Tuvo lugar el 30 de diciembre de 1813 como parte de la campaña de Nariño en el sur, episodio de la guerra de Independencia de Colombia. La batalla del Alto Palacé terminó en la victoria de las tropas patriotas al mando de Nariño, José Ramón de Leyva y José María Cabal y permitió la ocupación de la ciudad de Popayán, abandonada a los pocos días por los realistas.

## Antecedentes
Luego que el Estado de Cundinamarca (centralistas) ratificó la paz con las Provincias Unidas de la Nueva Granada (federalistas), se puso fin a la guerra civil entre federalistas y centralistas y se declaró la absoluta independencia de España; Antonio Nariño nombrado comandante del ejército patriota marchó entonces con su ejército hacia el sur del país el 21 de septiembre de 1813 al mando de unos 1.000 hombres. Una semana más tarde, las tropas llegaron a la provincia de Mariquita, donde recibieron refuerzos bajo el mando de José María Cabal y el francés Manuel Roergas Serviez. El ejército independentista marchó entonces a la ciudad de La Plata, donde tropas indígenas se unieron a ellos y les ayudaron a cruzar el páramo de Guanacas.
El brigadier Juan de Sámano ,comandante del ejército realista, al conocer la noticia de la marcha del general Nariño, decidió hacerse fuerte sobre un punto del río Palacé denominado "Alto Palacé." En este punto el río Palacé, que desciende de la cordillera central con gran rapidez, baja a una gran profundidad por un cauce igualmente profundo. A lado y lado del cauce, el camino iba por callejones tortuosos en los que solo cabían dos o tres hombres de frente. Había ahí una llanura pequeña, que domina por una parte la subida y por el frente de ésta había un bosque espeso.  En este punto el brigadier Sámano colocó sus tropas en tres puntos: en la llanura había varios grupos formados en batalla con dos piezas de artillería y la caballería; sobre el puente tenía una división y otra en el bosque que dominaba el camino, cubierta con los árboles de tal modo que, con respecto a los patriotas, el río quedaba a la derecha, el campo realista a la izquierda y al frente las emboscadas.

## Desarrollo
El 30 de diciembre de 1813 el ejército patriota cruzó el páramo, y una fuerza de unos 300 hombres al mando de Cabal derrotó a unos 500 realistas de la vanguardia al mando de Juan de Sámano en el puente sobre el curso del río Palacé. Los patriotas identificaron una posible emboscada y evitaron además la voladura del puente tras deslajarlo del enemigo, presentando menor cantidad de bajas, entre ellas el capitán José María Ardila. Sámano se vio obligado a retirarse a El Tambo.

## Consecuencias
La huida de los realistas permitió abrir el paso del río Palacé por las tropas de Nariño el día después de la batalla y entrar victoriosos en Popayán. Sámano decidió huir de la ciudad y reagrupar sus fuerzas en la hacienda Calibío donde se une, a petición propia, con las tropas comandadas por el coronel Ignacio Asín, conocido por sus triunfos sobre los patriotas, quien lo reforzó con unos 1.000 hombres y abundante artillería.